# Horologium d'Auguste
L'Horologium d’Auguste (en latin : Horologium Augusti) ou Solarium Augusti, construit en 10 av. J.-C., est le nom conventionnel d'un édifice construit dans l'Antiquité à Rome. Il aurait servi de gigantesque cadran solaire ou plus probablement de calendrier. Il était composé d'un ensemble d'obélisques érigé sous Auguste et d'une esplanade dallée de marbre de 160 x 75 m, bâtie au cours de l'époque flavienne et comportant des tracés calendaires incrustés de métal sur le sol. Une partie de ce cadran fut retrouvée en fouilles en 1979.
Il était situé sur le Champ de Mars de Rome, près du mausolée d'Auguste et de l'Ara Pacis. L'actuel obélisque du Montecitorio provient du monument et fut déplacé à l'époque moderne. L'appellation « Horologium Augusti » a été attribuée à l'obélisque par Edmund Buchner (de) dans un ouvrage de 1976.

## Histoire et localisation

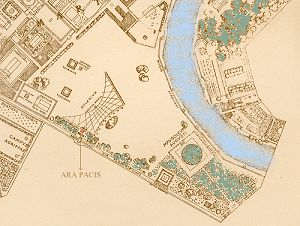
Situation de l'Horologium sur le plan de Rome par Paul Bigot.

Ce monument est étroitement associé à l'autel de la paix d'Auguste, un complexe de bâtiments situé dans la zone nord du Champ de Mars. Ce complexe est constitué de bâtiments construits sur ordre de l'empereur Auguste : l'autel de la paix, le mausolée, l'ustrinum et le Panthéon.
Dans son Histoire Naturelle, Pline l'Ancien évoque plusieurs obélisques de Rome et notamment un qu'Auguste fit venir d'Égypte pour le Champ de Mars. Il explique que ce dernier fut amené « pour projeter une ombre et ainsi marquer la longueur des jours et des nuits ». Assez évasif, ce passage anima de nombreux débats entre spécialistes quant à la nature réelle de cet aménagement.
Le monument est semble-t-il érigé entre 10 et 9 av. J.-C., soit en même temps que la dédicace et consécration de l'Ara Pacis, situé à 80 m de là, débuté quant à lui en 13 av. J.-C. ; la simultanéité de construction des deux édifices suggère un lien étroit entre les temps, d'autant plus qu'ils furent alignés sur la même trame.
Les premiers éléments de l'« horologium » proviennent d’Égypte, plus précisément d'Héliopolis, l'obélisque y avait été érigé lors du règne de Psammétique II, un souverain de la XXVIe dynastie. Durant l'Antiquité tardive, vers le IVe siècle, l'« horologium » semble avoir disparu et le lieu est devenu un espace où l'on construit des habitations.

## Fouilles et découvertes
Le monument est semble-t-il largement oublié et réoccupé sans précautions particulières au cours du Moyen Âge et du début de l'époque moderne. L'édifice est redécouvert une première fois pendant la Renaissance, à l'occasion du creusement d'une latrine, qui permet de mettre au jour l'obélisque en position de chute, brisé.
En 1748, une fouille est menée par un jeune chanoine, Angelo Maria Bandini. Son travail est documenté par plusieurs dessins au lavis, réalisés par un architecte et archéologue britannique, James Stuart. Ces dessins sont à l'heure actuelle une des principales sources pour l'archéologie contemporaine afin de restituer les fonctions et formes de l'édifice. Les dessins de James Stuart participèrent d'ailleurs aux premiers temps de la « fièvre antiquisante » dans l'Europe des Lumières, qui s'empare des aristocraties lors de la découverte de Pompéi la même année. Le jeune ecclésiastique sollicite même le grand mathématicien suisse Leonhart Euler. En 1792, le pape Pie VI fait transférer l'obélisque du monument sur la Piazza di Montecitorio, devant le palais éponyme, à 200 m de là.

## Description générale
Le monument prend place au nord du Champ de Mars, entre le Tibre et la Via Flaminia, au sud du mausolée d'Auguste et à quelques mètres de l'Ara Pacis. Il se compose d'une vaste esplanade dallée de marbre en forme de « selle de cheval », parcourue par des lignes méridiennes, des inscriptions calendaires. Au centre de la concavité méridionale de l'esplanade se dressait l'obélisque.
Les éléments gravés dans le vaste pavement de marbre étaient enchâssés de bandes de bronze doré afin de refléter la lumière du soleil et d'être plus visible. Des traces de réfection de ces incrustations datant du règne d'Hadrien sont attestées.

## Fonctions et débats interprétatifs: calendrier ou cadran solaire?
La fonction précise de l'édifice a alimenté de nombreux débats entre spécialistes de la Rome antique. Entre calendrier et cadran solaire, les oppositions se cristallisent autour notamment du travail d'Edmund Büchner, publiés en 1976 dans sa mouture initiale.

### La première hypothèse de Büchner: un monument axé sur l'Ara Pacis et la date de naissance d'Auguste?
En 1976, Edmund Büchner, formule une première série d'hypothèses. Selon lui, l'obélisque répond à un objectif particulier qui est celui de marquer la naissance d'Auguste, né le 23 septembre, soit 2 jours après l'équinoxe d'automne. Les équinoxes sont des jours particuliers : le tracé de l'ombre d'un obélisque est ce jour-là rectiligne, perpendiculaire à l'axe nord-sud. Selon Büchner, si on projette l'ombre de l'obélisque au sol et si on trace la droite formée par l'ombre d'équinoxe sur le pavement de l'Horologium, on aboutit directement au centre de l'Ara Pacis.
Selon l'archéologue, cet agencement ne peut être le produit du hasard et être totalement fortuit. Il s'agirait selon lui d'un élément de communication autour de la personnalité de l'empereur : fils du Divin César, ayant terminé les guerres civiles qui ensanglantaient le monde romain, Auguste aurait cherché à faire célébrer sa personne par tous les truchements possibles. En outre, il avait été chargé du titre de Pontifex Maximus à la mort de Lépide, ce qui faisait de lui le prêtre le plus important de Rome et surtout l'homme responsable du calendrier, rythmant les fêtes et les jours fastes et néfastes. L'inscription latine de la base de l'obélisque rappelle d'ailleurs l'obtention de ce titre. Auguste avait d'ailleurs fait réformer légèrement le calendrier introduit par Jules César 35 ans plus tôt. Il donne son nom au mois d'août par la même occasion : il s'érige ainsi en « horloger » de la vie civique et religieuse du monde romain pacifié.

### La deuxième hypothèse de Buchner: un cadran solaire?
E. Büchner va plus loin : selon lui, le monument sert non seulement de calendrier, mais aussi de cadran solaire. En théorie, la tige d'un cadran solaire ne peut être parfaitement droite, mais doit être inclinée à 49° par rapport à la verticale pour être parallèle à l'axe de rotation de la terre. Si le gnomon d'un cadran est totalement vertical, il ne peut donner l'heure juste qu'à midi, heure à laquelle l'ombre indique le nord, mais l'ombre variant selon les saisons, il n'y a pas de constance dans le tracé de sa projection. Le fait qu'un obélisque vertical puisse donner l'heure n'est cependant pas totalement impossible, et les Romains savaient le faire selon E. Buchner. Cette supposition implique un vaste système de tracé de courbes au sol, occupant une place conséquente, ce qui correspond aux 160 × 75 m du dallage découvert partiellement et ponctuellement au cours des fouilles effectuées depuis l'époque moderne. Büchner n'avait pas été le premier à formuler cette hypothèse, on la retrouve chez un archéologue italien du début du XXe siècle notamment. Le principal souci étant que l'intégralité de cette interprétation ne repose finalement que sur des conjectures successives appliquées au texte de Pline seul. Le nom même de l'édifice, horologium, n'est pas synonyme d'un dispositif servant à calculer ou indiquer les heures, et ne désigne pas dans l'Antiquité un cadran solaire.

### Critiques et dépassement de la querelle initiale
Le principal problème interprétatif et documentaire est l'absence de fouilles régulières et systématique dans cette zone de la ville de Rome. En 1979, on avait cependant découvert un fragment du pavage de l'édifice, conservé sur plus de 7 mètres, comportant de nombreuses graduations incrustées de bronze, soit précisément ce que décrivait Pline l'Ancien. La thèse de Büchner était renforcée par cette découverte. En 1990, un physicien allemand, Michael Schütz, propose un démontage de l'hypothèse de son compatriote. Par ailleurs, si certes les graduations du pavement étaient un indice intéressant, l'essentiel des inscriptions documentées par la fouille de 1979 relevaient d'un dispositif calendaire inscrit en grec, comportant par exemple des mentions d'un « début de l'été » ou de la « fin des vents étésiens » (vent du nord de l’Égée).
Après un débat assez dur, ayant parfois dégénéré en attaques personnelles, il est aujourd'hui admis que l'hypothèse de Büchner est faible, mais pas totalement indémontrable. Selon une partie de la communauté scientifique, si le monument a pu servir de calendrier ou de cadran solaire, cette fonction n'a été adjointe que dans un second temps par Auguste ou ses successeurs. Cette interprétation est permise par l'existence d'un autre obélisque à Rome érigé par Auguste et portant une inscription similaire, ainsi que par un détail du texte de Pline, qui relate l'ajout, au sommet de l'obélisque de l'horologium d'une boule de bronze afin que l'ombre de la pointe soit plus lisible.
Un autre souci majeur d'interprétation de l'édifice est l'imprécision en réalité de la position initiale de l'obélisque, qui varie de quelques mètres selon les restitutions faisant correspondre point de découverte et point de dressage initial. Les mouvements du sol et la question du nombre de marches du piédestal de l'obélisque sont autant de paramètres invérifiables sur le plan archéologique à l'heure actuelle.
Enfin, le pavement découvert par les fouilles de Büchner s'est avéré postérieur à l'époque d'Auguste, remontant en réalité à l'époque flavienne (époque d'écriture des travaux de Pline). Au-dessous de ce pavement, aucun dispositif antérieur n'a pu être découvert. L'apparence précise du monument augustéen est donc en réalité inconnue des archéologues. Pline explique même que l'horloge ne fonctionne plus depuis 30 ans à l'époque à laquelle il écrit. Selon lui, ce dysfonctionnement provient tantôt d'une irrégularité du soleil, tantôt des séismes, tantôt des inondations régulières du Champ de Mars qui mettent à mal les soubassements du monument. La réfection flavienne pourrait être alors une tentative de correction de ces dysfonctionnements.

### Une correction possible du calendrier julien
L'hypothèse la plus récente a été formulée par un ingénieur italien, Paolo Albèri Auber. Selon lui, l'édifice a pour principale fonction de corriger une erreur dans le calendrier établi par César en 46 av. J.-C., qui introduisait une année bissextile tous les trois ans au lieu des quatre actuels. Auguste aurait fait corriger cette erreur l'année de l'érection de l'obélisque. Selon Albèri Auber, il faut retourner à Pline l'Ancien pour y constater qu'il parle de l'utilisation de l'ombre du soleil pour déterminer les années bissextiles. Partant de ce passage, il propose une série de calculs montrant que cela est possible avec une tige verticale, mais seulement à condition qu'elle soit assez longue pour observer le décalage de la longueur de l'ombre à la même date à midi tous les ans, avant un retour à la position initiale tous les quatre ans, ce qui est le cas pour un obélisque monumental de 22 m de haut. Toujours selon l'ingénieur, c'est aussi ainsi qu'il faut interpréter le fait que Pline parle d'un obélisque d'une taille extraordinaire : un simple calendrier-obélisque n'aurait en réalité pas été un exploit dans l'Antiquité. En revanche, un obélisque indiquant les années bissextiles l'aurait été.

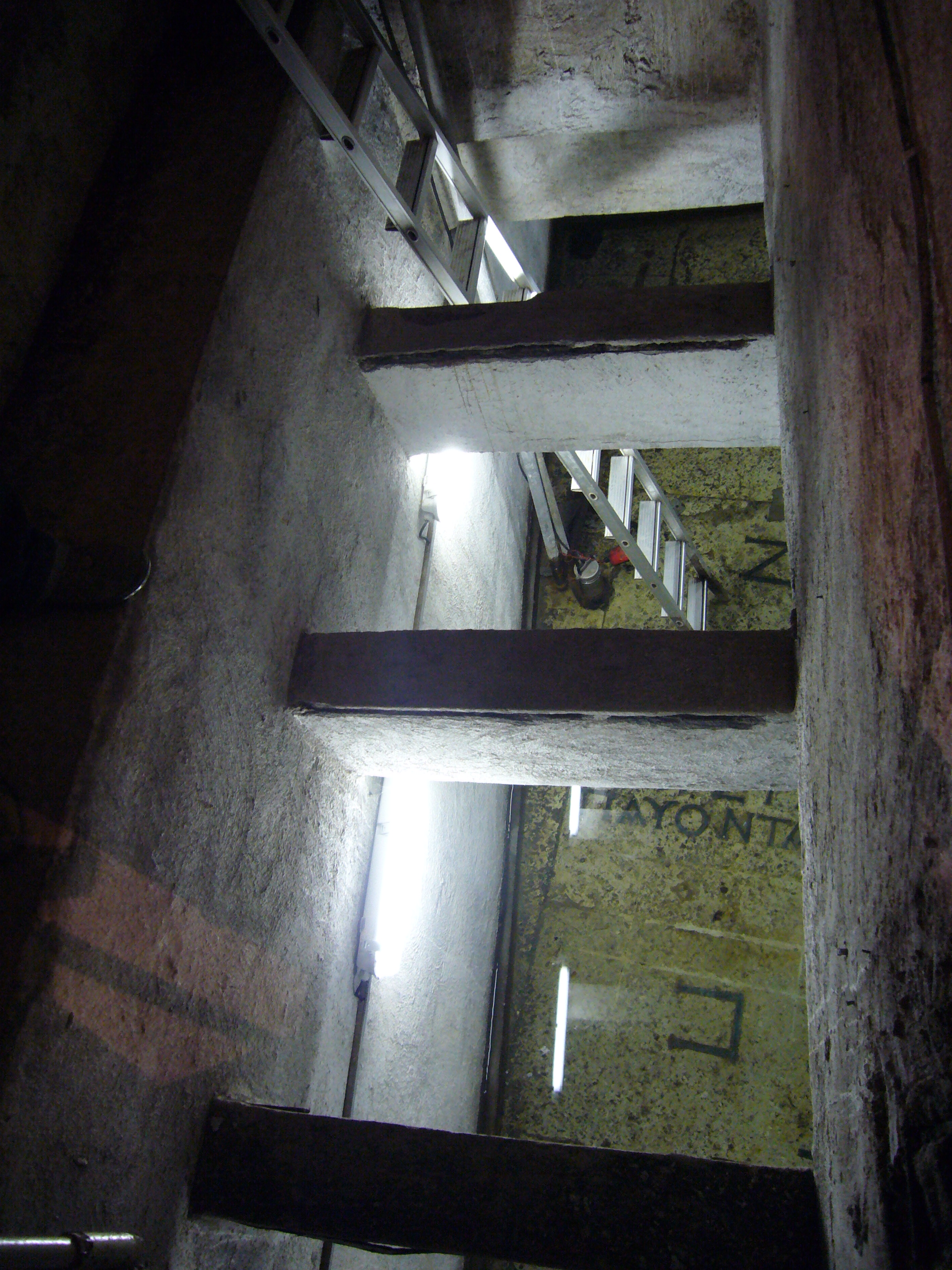
Fragment de la méridienne, dans une cave, au no 48, Via di Campo Marzio.
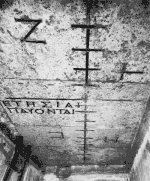
Autre vue du même fragment de la ligne méridienne. L'inscription indique la « fin des vents étésiens ».

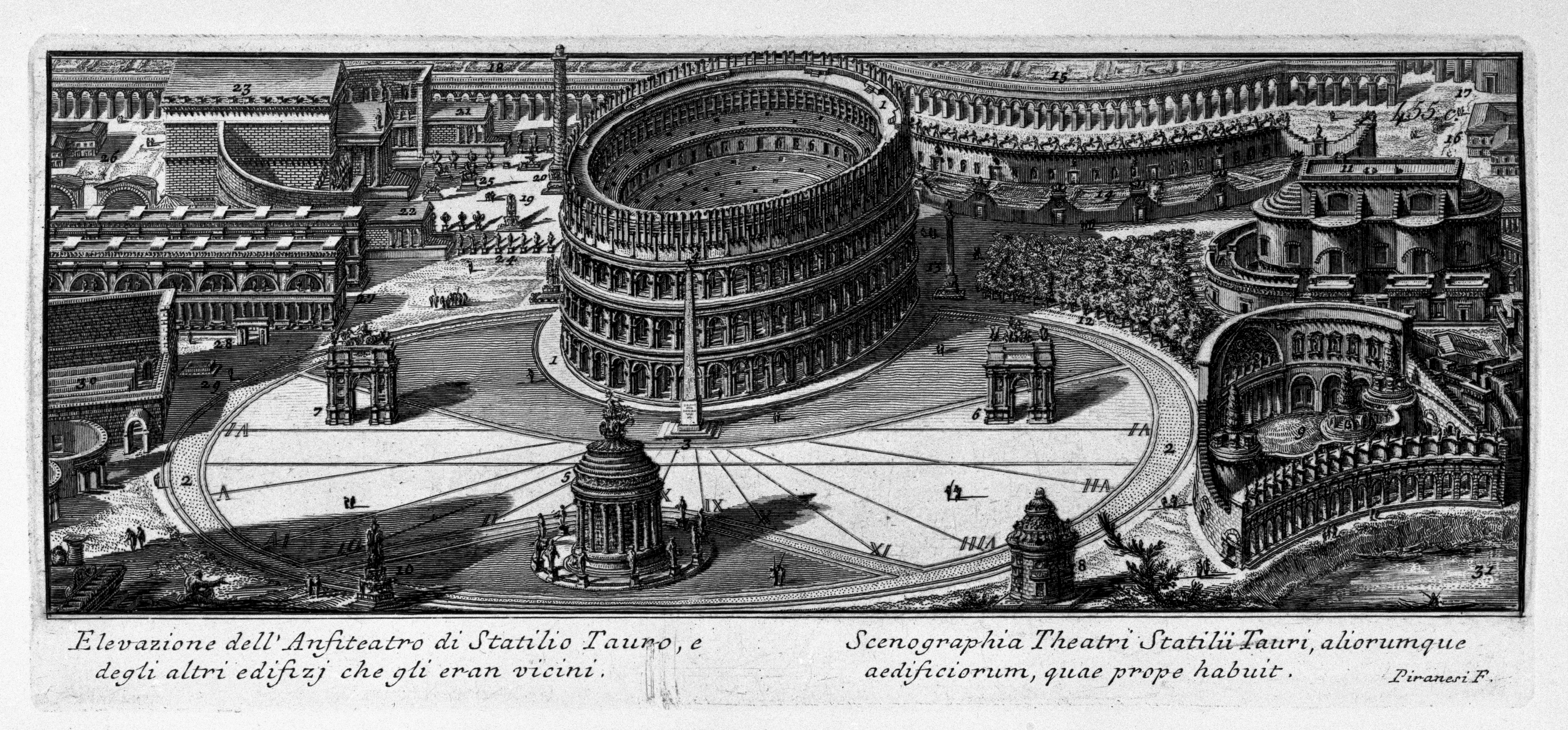
Représentation de l'horologium d'Auguste sur une gravure datant du XVIII de Giovanni Battista Piranesi.